# Kennedy Simmonds
Kennedy Simmonds (* 12. dubna 1936, Basseterre) je politik Svatého Kryštofa a Nevisu, který v letech 1980 až 1983 zastával funkci premiéra a následně až do roku 1995 funkci předsedy vlády Svatého Kryštofa a Nevisu.

## Životopis
Kennedy Simmonds se narodil v Basseterre 12. dubna 1936. V roce 1962 zakončil svá medicínská studia na University of the West Indies. Simmonds byl zakládajícím členem politické strany People's Action Movement. Od 21. února 1980 zastával funkci premiéra Svatého Kryštofa a Nevisu a to až do doby, kdy 19. září 1983 ostrovy získaly nezávislost na Spojeném království. Po osamostatnění se stal prvním předsedou vlády Svatého Kryštofa a Nevisu. Byl oslavován jako Otec národa (The Father of the Nation).

## Vyznamenání
- rytíř komandér Řádu svatého Michala a svatého Jiří – Spojené království, 2004 – udělila královna Alžběta II.[3]
- Řád národního hrdiny – Svatý Kryštof a Nevis, 2015[4]
- doctor scientiarum na University of the West Indies – 2021